# پروانکی‌های کلمبیا
پروانکی‌های کلمبیا (نام علمی: Macrosoma coscoja) نام یک گونه از تیره شاپرک‌های آمریکایی است.